# 封閉高速
〈封閉高速〉（英語：Gridlock）是英國科幻電視劇《異世奇人》系列3的第3集，2007年4月14日在BBC One首播。這集的編劇是拉塞爾·T·戴維斯，並由李察·克拉克執導。在演員方面則包括大衛·田納特飾演博士和費馬·阿吉曼扮演的瑪莎·鐘斯。
此集講述博士和鐘斯來到公元50億零53年的新紐約，卻發現人們只居住在地下城並試圖離開。然而，他們卻面對嚴重的交通擠塞。與此同時，鐘斯被人捉走了，博士要盡快救回她。在過程中，博士意外地遇到身份神秘的生物保依臉以及得悉人們被困在地下城的原因。
據戴維斯解釋，劇集是想道出博士能為世人帶來希望。同時，這集與2005年的〈世界末日〉及翌年的〈新地球〉相關，故被理解為「新地球三部曲」的最終回。這集拍攝於2006年9月至10月，大部份的鏡頭均由電腦生成圖像（CGI）繪畫而成或在製作室拍攝，其餘的外景而在卡迪夫取景，當中又以國家健康與和平會堂為主。這集共吸引841萬人收看，並取得正面的評價。

## 劇情
博士和鍾斯通過TARDIS來到公元50億零53年位於新地球的紐約市。奇怪的是，當二人步出TARDIS後，看到的並非如博士所言般的先進城市，而是一條陳舊而貧窮的地下城，而居民則向他們兜售名為「快樂」的情緒貼。正當博士與這兒的小販閒聊之際，鐘斯被名為米路和靖的年青情侶捉走了，並被帶上汽車。在車上，米路解釋靖已懷孕，他們須有三人才能達到指定乘載人數，得以使用快線行車。同時，米路又承諾會在到達10公里以外的目的地後會放走鐘斯，行車時間為六年左右。靖還告訴鐘斯經快線行走是具風險的，因她聽聞快線下存在神秘的生物，所有經過這兒的車輛最終均不知所終。
另一方面，當博士意識到鐘斯被人擄走後，他隨即追到另一條高速公路。然而，這高速公路嚴重擠塞，成千上萬的車輛動彈不得。汽車排出混沌的空氣使得博士不得不闖進其中一輛車。在這輛車裡，博士結識到湯馬士和他的妻子薇樂麗。這對夫婦對博士表示在這幾年間他們的車輛僅移動了不足一米。同時，湯馬士又協助博士找出鐘斯身處的位置。於是，博士試圖報警求助卻得不到任何反應，而湯馬士又以保護家人為由拒絕到快線找回鐘斯。因此，博士只能利用自己的雙腿走到快線。在博士離開湯馬士不久後，後者就被貓修女諾維斯·希美擄走。
這時，米路已把車駕到快線一帶，儘管他已顯然地聽到道路傳來怪聲，依堅持住快線行走。另一邊廂，博士漸漸逐到，發現於道路下的是一種名馬克拉（Macra）的外星怪物。博士指馬克拉原本是一種外表像蟹的高智能生物，但現時已退化到僅能躲在暗處捕食人類。果然，馬克拉即隨向米路的汽車發動攻勢。鐘斯意識到汽車發出的光芒引起了這怪物的注意，故提倡關掉汽車的能源。米路接受其意見，但同時間汽車會在幾分鐘後停止供氧。
剛才捉走了湯馬士的希美利用心靈傳遞向博士表示保依臉想見他，於是把他帶到地面。離開地底後，博士發現紐約市的地面空無一人。希美解釋自此名為「快樂」的情緒貼上市後，這產品就風靡全城，而且令人成癮。不幸的是這情緒貼誘變成病毒，終令地面上所有人類在一瞬間病死。但萬幸的是，由於地下城和地面隔間，故這種強大的病毒不能經空氣傳到地底。保依臉不忍地下城因地上的人均死去而癱瘓，故利用自己的能量來控制地下城的運作，並關閉地下城和地面的交通住來，以防病毒入侵。博士探測空氣，發現病毒已徹底消失，於是聯同保依臉重啟地下城與地面之間的閘門。此時，地下城的人終免受擠塞之苦，紛紛登上地面，而博士也成功找回鐘斯。
鐘斯來到時，保依臉因耗用過多能量加上年時已高，面臨死亡邊緣。博士鼓勵保依臉繼續生存下去，因他與博士同為族人裡的最後一人。不料，保依臉卻對他說「你並不孤單」（You are not alone），然後在眾人面前消失。鐘斯詢問博士為何是最後的族人，後者最初不願說出真相。不久後，隨著紐約市居唱出聖詩，博士大為感動，向鐘斯坦言他是最後的時間領主以及時間戰爭之事。

## 製作

### 劇本創作
在劇中，綠色新月和「貓修女」這些象徵再次出現，故這集被認為是「新地球」三部曲（前兩部為〈世界末日〉及〈新地球〉）的最終回。對此，戴維斯承認是刻意安排，為的是保持劇集的連續性，並指這在《異世奇人》裡是很難做到的。執行製片人祖利亞·加德納補充三部曲是貝有主題性的，而這集設定在反烏托邦的末來並對交通擠塞作諷刺。不過，這集以暗黑為格調，但也同時間以文學的手法道出博士為世人帶來光明。另外，戴維斯還用聖詩《古舊十架》和《求主同住》表達出地下城人們的希望和團結。這集的另一個主題是博士對鐘斯日益關心﹔他為向後者炫耀而把她帶到新紐約，卻令其置身於險地之中，使博士感到甚為內疚。新紐約面貌參照了大量作品，比如劇中的商人形象就是來自漫畫《特警判官》的配角麥斯·諾馬爾（Max Normal）、情緒貼改編自以《異世奇人》衍生小說《只是凡人》的致命情緒控制器，而廣播員莎莉·卡利皮索則是向科幻漫畫集《光環鐘斯的歌謠》的同類角色斯威夫特·法斯歌（Swifty Frisko）致敬。戴維斯又在網上論壇中指湯馬士的外型是參照1990年代的BBC兒童節目《Live & Kicking》；在這集開端出現的農家夫婦取材自油畫《美國哥德式》，他們的髮型和服飾均與油畫一致。
劇中的蟹形怪物馬克拉並非新設計的，早在1967年舊版《異世奇人》的〈馬克拉恐懼〉，這外星生物就曾登場。鑑於〈馬克拉恐懼〉這集已經失傳，戴維斯因此認為把這種怪物重現觀眾眼前是一件「讓人歡喜」的事情。保依臉在這集劇終時對博士表示他並不孤單其實是整個系列3的故事線，其意思終在〈烏托邦〉一集解釋，而保依臉的真正身份則在〈最後的時間領主〉揭露。

### 拍攝
《封閉高速》於2006年9月中至10月初拍攝。戴維斯稱這集是《異世奇人》「有史以來利用最多CGI製作的」。而事實上，除了一部汽車樣板外，在地下城的所有車輛也是由電腦繪成的。負責替今次CGI效果的製作人韋·科恩向《廣播時報》透露新紐約的外觀分別參照了電影《銀翼殺手》、《第五元素》和《星球大戰》的克魯斯根星。
其餘的拍攝工作則集中在上布製作室。當中，又以汽車內的場情為主。由於劇組只搭建一個汽車內部的廠景，故當每博士轉到另一輛汽車時，廠景也須重新佈置。同時，廠景的佈置須具未來感，還要令人感到是可以居住的。戴維斯憶述劇組須在36平方尺的廠景內完成拍攝工作，在這狹窄的空間內不但大大的限制攝影角色，而且只有一名員工能處理道具和燈光，故這4天的拍攝過程可說是個「惡夢」。不過，在細小的空間拍攝並非全無好處的，戴維斯解釋這至少可讓演員們體會到劇中的幽閉感。為完成博士跳到汽車的一幕，田納特須在綠幕前往10至15尺下跳。此外，為配合CGI效果，劇組還要在汽車外製作煙霧。外景方面，國家健康與和平會堂充當劇中的參議院和廣播員卡利皮索報新聞的地方，這兩幕分別在2006年9月18日至19日拍攝。博士和鐘斯初到地下城的地點攝於卡迪夫磨坊，蓋因這兒看起來甚為殘破。

## 發行和反響
〈封閉高速〉在直播曼聯對屈福特的足總盃半決賽後播映。按原定計劃，如賽事進入加時賽，這集將會順延至下星期播放。收視報告指，共有841萬人在英國收看這集。欣賞指數方面，這集的得分是85分。
IGN的特拉維斯·費科特在10分為滿分下給這集8.4分，並指這是系列3最出色的一集。他同時對劇中就交通擠塞的諷刺、田納特的演出和鍾斯起到的作用表示讚揚。《SFX》評論家伊恩·貝里曼在給這集4星（5星為滿分），稱讚情緒貼的設定、馬克拉的重現和交通擠塞的概念，但亦直言劇情出現不少漏洞，而且飾演米路的特拉維斯·奧利華「演技生硬」。《偏鋒雜誌》的萊士·魯迪格寫道複雜的劇情令他最初不太喜歡這集，但再看後則覺得劇集一脈相承，非常出色。同時，他還非常期待馬克拉再次歸來。《舞台》的馬克·賴特喜歡「新地球」三部曲的概念，又讚頌阿吉曼的演技和這集的視覺效果。儘管賴特同意這集的結局「鼓舞人心」，但他發現劇集出現一個嚴重的漏洞：「保依臉為何不早早打開閘門，令困在地下城的人們重見天日？」
DVD Talk的尼克·里昂斯將〈封閉高速〉比作「陳年佳釀」，形容這集是《異世奇人》中最觸動人心的一集。在《誰是博士》（Who Is the Doctor）一書中，作者格雷姆·伯克認為這集是個寓言，指其主題是人們如劇中的駕駛者般無視現實。他同時表揚這集的明快節奏和喜感。對於馬克拉的回歸，他相信這是給《異世奇人》長期支持者的「一種治療」。儘管緊接的〈血之家族〉、〈人性〉和〈眨眼〉深受觀眾歡迎，伯克更喜愛這集，更稱這是系列3最棒的一集。這書的另一名作者羅拔·史密夫同樣認為這集是系列3中最好的一集，並對田納特和阿吉曼的演出讚不絕口。

## 資料來源
1. ↑  Burk and Smith? p. 139
2. 1 2 3 4 5 6 7 8 9 10 11 12  . . 第3系列. 第3集. 2007-04-14. BBC. BBC Three.
3. 1 2 3  Davies, Russell T. . BBC.   [2010-06-02]. （原始内容存档于2021-03-08）.
4. ↑  Doctor Who Magazine (Royal Tunbridge Wells, Kent: Panini Comics). 2007-05-30, (382).
5. 1 2 3  Ware, Peter. . BBC.   [2012-07-27]. （原始内容存档于2012-11-14）.
6. ↑  Burk and Smith? p. 171
7. 1 2  Sullivan, Shannon. . A Brief History of Time (Travel). 2011-08-14  [2013-07-09]. （原始内容存档于2013-07-14）.
8. ↑  . Radio Times (BBC Magazines). 2007-04-20.
9. ↑  . BBC.   [2010-05-30]. （原始内容存档于2018-11-26）.
10. ↑  . Newsround. CBBC. 2007-04-10  [2013-07-09]. （原始内容存档于2021-01-26）.
11. ↑  Fickett, Travis. . IGN. 2007-07-31  [2012-07-27]. （原始内容存档于2010-01-16）.
12. ↑  Berriman, Ian. . SFX. 2007-04-14  [2012-07-27]. （原始内容存档于2012-11-25）.
13. 1 2  Ruediger, Ross. . Slant Magazine. 2007-07-20  [2013-07-07]. （原始内容存档于2012-10-09）.
14. 1 2  Wright, Mark. . The Stage. 2007-04-15  [2013-07-07]. （原始内容存档于2013-01-28）.
15. ↑  Lyons, Nick. . DVD Talk. 2007-10-29  [2013-07-03]. （原始内容存档于2014-08-22）.
16. ↑  Burk and Smith? p. 140-141
17. 1 2  Burk and Smith? p. 142